# Nello Lusoli
Nello Lusoli (Carpineti, 26 dicembre 1921 – Albinea, 22 giugno 2007) è stato un politico e partigiano italiano.

## Biografia
Partecipò alla Resistenza sui monti del reggiano e, dopo la Liberazione, era stato promotore della locale Comunità montana.
Nel 1947 Lusoli fu eletto sindaco del suo paese natale, Carpineti. Sospeso dall'incarico nel 1955, per non aver segnalato una manifestazione politica che si era svolta nella zona.
Nel 1963, nella IV legislatura, Lusoli venne eletto deputato per il PCI nel Collegio di Parma e sino al 1968 lavorò soprattutto alla messa a punto dei progetti di legge per lo sviluppo delle zone depresse del centro nord. Fu poi senatore nella V legislatura, dal 1968 al 1972. Cessata l'attività parlamentare riprese il suo impegno nella Comunità montana e nell'ANPI. Fu anche sindaco del comune di Ramiseto, rimanendo in carica fino al 1985.
Morì all'età di 85 anni, nel giugno 2007. Il suo corpo riposa nel cimitero di Pantano, frazione di Carpineti.